# Дон, Герард
Ге́рард Кри́стиан До́н (нидерл. Gerard Christiaan Doon; 31 мая 1909, Амстердам — 18 июня 1974, там же) — нидерландский футболист, игравший на позиции полузащитника, выступал за амстердамский «Аякс».

## Спортивная карьера
С 14 лет Герард числился в футбольном клубе «Аякс», выступал за юношескую команду. Его отец также был членом клуба, но за первую команду не играл. Помимо футбола, Дон младший также выступал за бейсбольную команду «Аякса».
Впервые за красно-белых полузащитник сыграл 18 сентября 1932 года в матче 1-тура чемпионата против клуба ДФК. Обновлённый «Аякс» имел в своём составе сразу четверых новых игроков: Бломвлита, Дона, Хубура и Аудендейка. Пропустив в первом тайме, амстердамцы свели матч вничью благодаря голу Юррианса. В дебютном сезоне Дон провёл в чемпионате восемь матчей.
В своём втором сезоне, который стал для «Аякса» чемпионским, Герард сыграл в чемпионате пять матчей, включая одну игру в турнире чемпионов, определявшем чемпиона страны. В общей сложности за четыре года он провёл в первенстве Нидерландов 15 матчей, а также сыграл одну игру в кубке.
В последний раз в составе клуба Герард появился 6 января 1936 года в матче с АДО. Отыграв первый тайм, Дон был заменён после перерыва на Рула Граса. Матч завершился гостевым поражением «Аякса» — 2:1.

## Личная жизнь
Герард родился в мае 1909 года в Амстердаме. Отец — Герард Кристиан Дон, был родом из Пюрмеренда, мать — Флора Герардина Потхофф, родилась в Амстердаме. Родители поженились в апреле 1903 года — на момент женитьбы работал официантом. В их семье была ещё дочь София Луиза, родившаяся в 1904 году.
Был женат дважды. В первый раз женился в возрасте двадцати пяти лет — его супругой стала 19-летняя Оттили Мари Шмидт, уроженка Амстердама. Их брак был зарегистрирован 11 апреля 1935 года в Амстердаме.  В августе того же года родилась дочь по имени Оттили Флора. Брак завершился разводом 18 февраля 1942 года.
В марте 1943 года женился на 28-летней Нелтье ван Вирзен, уроженке Роттердама. В 1946 году родилась дочь Анше Марейке.
Умер 18 июня 1974 года в Амстердаме в возрасте 65 лет. Церемония кремации состоялась 22 июня в крематории кладбища Вестгарде.

## Достижения
«Аякс»
- Чемпион Нидерландов: 1933/34